# Instituto Fritz Haber da Sociedade Max Planck
O Instituto Fritz Haber da Sociedade Max Planck (em alemão:  Fritz-Haber-Institut der Max-Planck-Gesellschaft - FHI der MPG) é um instituto de pesquisa básica que emergiu do Instituto Kaiser Wilhelm de Físico-Química e Eletroquímica em Berlim-Dahlem. As pesquisas se concentram na compreensão dos processos catalíticos no nível molecular e na física molecular. O instituto atualmente consiste em cinco departamentos (química inorgânica, ciência da interface, física molecular, físico-química e teoria física) e é gerido por um conselho de diretores.

## Histórico

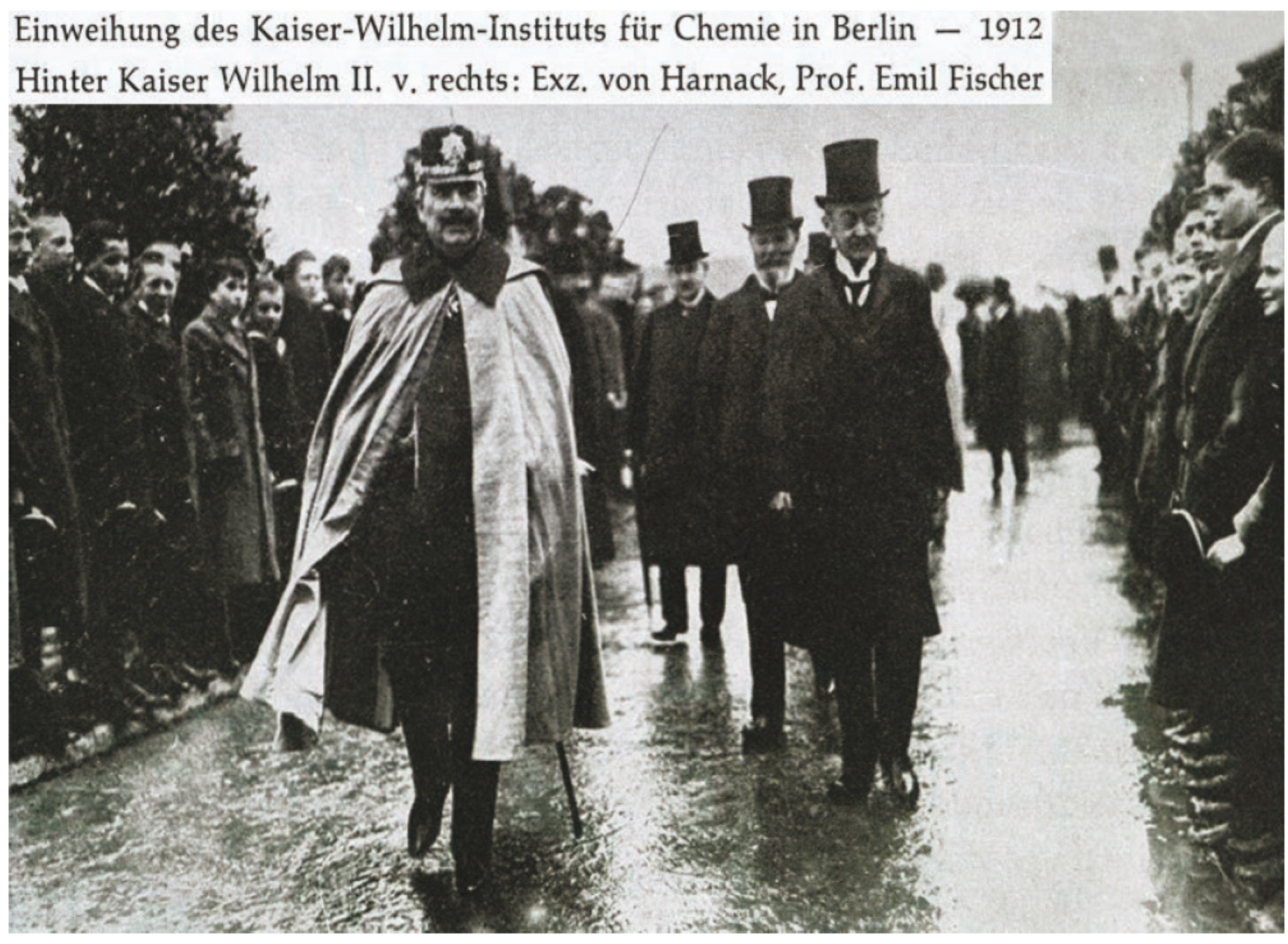
Inauguração do Instituto Kaiser Wilhelm de Físico-Química e Eletroquímica em 1912

Em 1911 foi decidido estabelecer um Instituto Kaiser Wilhelm de Físico-Química e Eletroquímica, sendo Fritz Haber o diretor fundador. Em outubro de 1912 o instituto foi inaugurado pelo Kaiser Guilherme II da Alemanha após apenas onze meses de construção.
Durante as guerras mundiais, e especialmente na Alemanha Nazista, o instituto foi submetido às restrições da política e estratégia militar vigentes na época. Em particular, o trabalho do instituto durante a Primeira Guerra Mundial e, em particular, de seu diretor Fritz Haber lançou as bases para o desenvolvimento da guerra do gás. Seguindo a proposta de Haber, o instituto foi colocado sob o domínio militar em 7 de novembro de 1916. O instituto entregou os resultados da pesquisa para o primeiro uso de gás venenoso em 22 de abril de 1915 perto de Ypres e Fritz Haber havia verificado pessoalmente a posição das botijões de gás na linha de frente com antecedência. A pesquisa para o desenvolvimento de projéteis de gás e o uso de gás mostarda estava em andamento desde 1916, que foi usado pela primeira vez em 12 e 13 de julho de 1917, também perto de Ypres.
Após o fim da guerra foram inicialmente feitas tentativas de usar os resultados obtidos no desenvolvimento de agentes de guerra para fins civis em farmacologia e controle de pragas. Em cooperação com a empresa Degesch foi criado o Zyklon B. Na década de 1920 a viabilidade técnica da obtenção do aouro a partir da água do mar novamente fortaleceu a pesquisa básica no intituto. Fritz Haber renunciou ao cargo de diretor do instituto em 1933, após ser solicitado a demitir funcionários judeus (sua própria demissão não foi inicialmente exigida).
Como seu sucessor Gerhart Jander foi nomeado diretor interino do instituto em 1933. A conversão do instituto para pesquisas a serviço do regime nacional-socialista e a substituição de todo o quadro de funcionários provocou uma queda acentuada nas publicações. No entanto, após a nomeação de Peter Adolf Thiessen como diretor em 1935, a pesquisa voltou ao normal. Sob Thiessen, que também era membro do Partido Nacional-Socialista dos Trabalhadores Alemães (NSDAP), o instituto foi novamente convertido para tarefas importantes para a guerra em 1939, após a eclosão da Segunda Guerra Mundial.
Após a Segunda Guerra Mundial o instituto continuou junto com vários outros Institutos Kaiser Wilhelm de Berlim sob a égide da Deutsche Forschungshochschule.
Em 1953 Max von Laue conseguiu a incorporação do antigo Instituto Kaiser Wilhelm à Sociedade Max Planck, e ao mesmo tempo o instituto recebeu o nome pelo qual ainda hoje é oficialmente designado. O instituto foi dividido em vários departamentos de pesquisa. Em 1957 o departamento de microscopia eletrônica (chefiado por Ernst Ruska) foi convertido em um instituto independente com o nome de Institut für Elektronenmikroskopie am Fritz-Haber-Institut. Como parte de uma reforma estrutural, o Instituto Fritz Haber foi dividido em três subinstitutos a partir de 1974: o Instituto de Físico-Química, o Instituto de Pesquisa Estrutural e o Instituto de Microscopia Eletrônica. Em uma reforma posterior, esses subinstitutos foram dissolvidos novamente em 1980, e o instituto novamente consistiu em departamentos como antes de 1974. Ao mesmo tempo, a instituição do diretor do instituto, que era a norma até então (vitalícia ou até a aposentadoria), foi abandonada em favor da liderança colegiada; o diretor executivo do instituto passou a ser nomeado dentre os diretores de departamento por um período de dois anos.

## Laureados com o Prêmio Nobel
Max von Laue recebeu o Prêmio Nobel de Física de 1914 por seu trabalho sobre a difração de raios X em cristais. Fritz Haber recebeu o Prêmio Nobel de Química de 1918 “pela síntese de amônia a partir de seus elementos”. Otto Hahn recebeu o Prêmio Nobel de Química de 1944 por seu trabalho sobre a fissão nuclear, mas o prêmio só foi entregue a ele dois anos depois. Em 1986 Ernst Ruska recebeu o Prêmio Nobel de Física por seu trabalho em microscopia eletrônica. Em 2007 Gerhard Ertl recebeu o Prêmio Nobel de Química por pesquisas sobre catalisadores químicos de superfície.

## Diretores
- Fritz Haber (1911–1933)
- Diretor Adjunto: Herbert Freundlich (1919–1933)
- provisório Otto Hahn (julho 1933 – outubro 1933)
- Gerhart Jander (1933–1935)
- Peter Adolf Thiessen (1935–1945)
- Robert Havemann (1945–1948)
- Karl Friedrich Bonhoeffer (1948–1951)
- Max von Laue (1951–1959)
- Rudolf Brill (1959–1969)
- Heinz Gerischer (1969–1980)

Em 1980, como parte de um processo de reestruturação, foi criado um colégio de diretores do qual as seguintes pessoas foram ou são membros:
- Heinz Gerischer (1980–1986)
- Elmar Zeitler (1980–1995)
- Alexander M. Bradshaw (1980–1999)
- Jochen H. Block (1980–1995)
- Gerhard Ertl (1986–2004)
- Matthias Scheffler (1988–2020)
- Robert Schlögl (desde 1995)
- Hans-Joachim Freund (1995–2019)
- Gerardus Meijer (2002–2012, novamente desde 2017)
- Martin Wolf (desde 2008)
- Beatriz Roldán Cuenya (desde 2017)
- Karsten Reuter (desde 2020)

## Chefes de departamento
- James Franck (1918–1920)
- Michael Polanyi (1923–1933)
- Rudolf Ladenburg (1924–1932)
- Kurt Ueberreiter (1943–1980)
- Ernst Ruska (1949–1974)
- Erwin W. Mueller (1950–1952)
- Gerhard Borrmann (1953–1970)
- Iwan N. Stranski (1954–1970)
- Kurt Molière (1953–1980)
- Rolf Hosemann (1960–1980)

## Membros científicos externos
A Sociedade Max Planck nomeia cientistas que alcançaram realizações notáveis na área de pesquisa de um instituto como membros científicos externos.
- Aaron Klug
- Joachim Sauer
- Eberhard Umbach
- Dietrich Menzel
- Hans-Jürgen Kreuzer
- John C. Hemminger

Ex-membros científicos externos:
- Georg Menzer (1953–1989)
- Paul Harteck (1956–1985)
- Erwin W. Mueller (1957–1977)
- Helmut Ruska (1962–1973)
- Georg Manecke (1963–1990)
- Klaus Vetter (1966–1974)
- Immanuel Broser (1966–2013)